# Luigi Miller
Luigi Miller fue un deportista italiano que compitió en remo. Ganó dos medallas en el Campeonato Europeo de Remo, plata en 1922 y oro en 1923.

## Palmarés internacional
| Campeonato Europeo | Campeonato Europeo | Campeonato Europeo | Campeonato Europeo |
| Año                | Lugar              | Medalla            | Prueba             |
| ------------------ | ------------------ | ------------------ | ------------------ |
| 1922               | Barcelona (España) | Medalla de plata   | Ocho con timonel   |
| 1923               | Como (Italia)      | Medalla de oro     | Ocho con timonel   |